# Brandbrug (Vondelpark)
Brandbrug (officieel) of Weidebruggetje (officieus) (brug 455) is een vaste brug in Amsterdam-Zuid.
De voetgangersbrug is gelegen in het westen van het Vondelpark. De brug ligt noord-zuid en vormt de verbinding tussen twee doorgaande routes (oost-west) in het park, Platanenlaan en Zuidelijke Hoofdweg. Haar officiële naam dankt ze aan de brandplaats net ten zuiden van de brug; haar officieuze aan de Grote Speelweide waar naar ze leidt. Die officieuze naam is verder in het park te vinden in het Korte Weidebrugpad (van Platanenlaan naar de brug) en Weidebrugpad West en Weidebrugpad Oost. Ze overspant een water tussen de Rosariumvijver nabij het rosarium en de Zochervijver ter hoogte van de Zocherstraat (buiten het park) en Zocherweg (binnen het park).
De brug ligt er sinds 1876 en is ontworpen door architect Willem Hamer jr.. De materialen voor de brug werden geleverd door Staal en Haalmeijer, Staal staat daarbij voor de vader van architect Jan Frederik Staal. De brug werd in maart 2018 in het monumentenregister omschreven als zijnde een smeedijzeren vaste brug met een dek van houten planken tussen twee opgemetselde landhoofden. De brug wordt begrensd door sierijzeren balustrades op de brug tussen ijzeren balusters. De balustrades zijn daarbij aan de bovenzijde afgezet met bewerkte houten leuningen. De balustrades lopen overigens aan alle vier de kanten van de brug door tot ver op de walkanten. Op de brug staan de balustraden op het houten dek, op de walkanten op natuursteen. De brug is sinds 24 mei 1996 een rijksmonument in een rijksmonument; het park is namelijk zelf ook een monument. Bij een algehele restauratie van de bruggen in de periode 1999-2010 werd de brug uit het park verwijderd en later weer teruggeplaatst. Metselwerk, leuningen en constructie zijn daarbij deels vernieuwd naar het oorspronkelijk ontwerp.

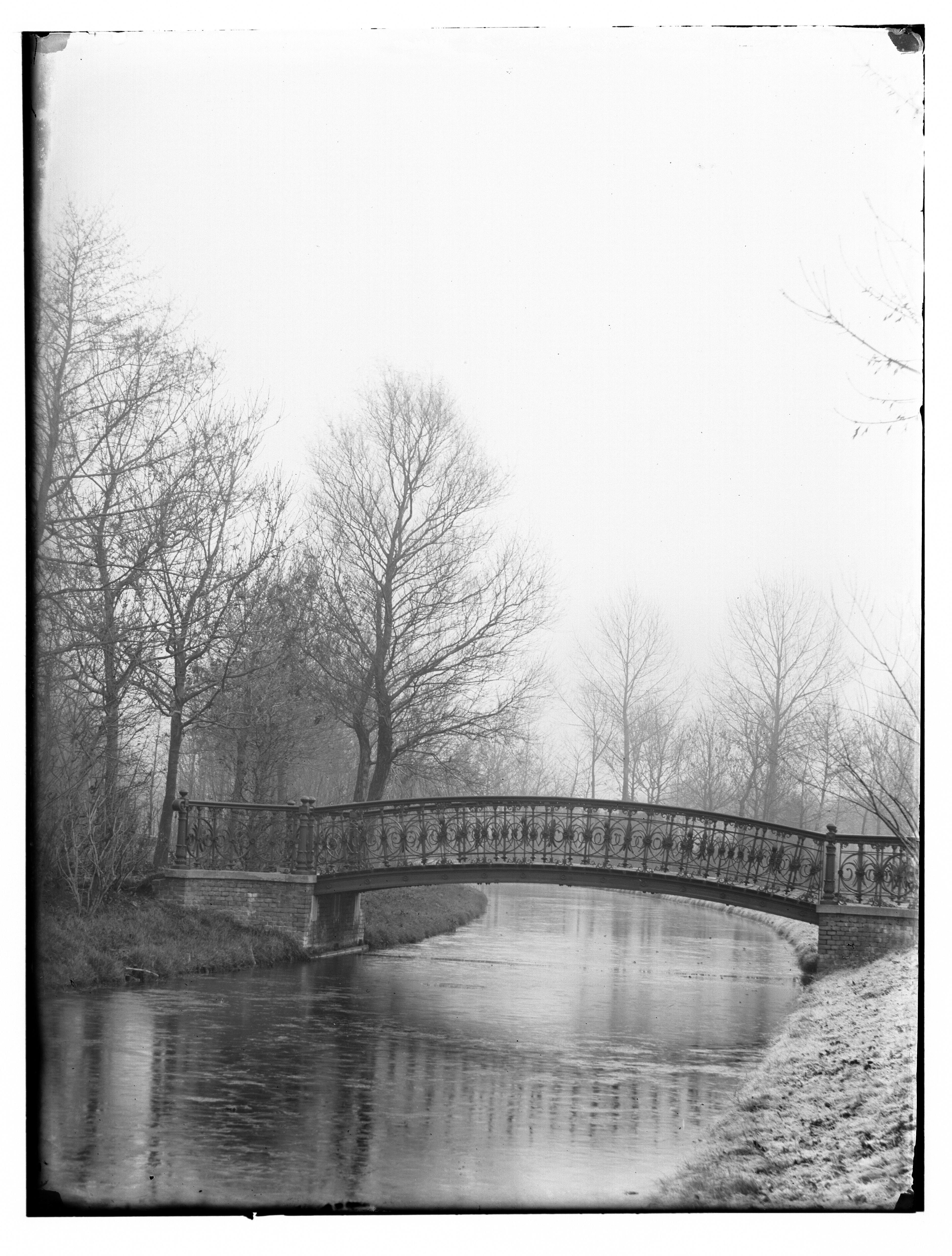
Brandbrug in 1893 door Jacob Olie

<<< · 400 · 401 · 402 · 403 · 404 · 405 · 406 · 407 · 408 · 409 · 410 · 411 · 413 · 414 · 415 · 416 · 417 · 418 · 419 · 420 · 421 · 422 · 423 · 424 · 425 · 427 · 429 · 430 · 431 · 432 · 433 · 434 · 435 · 436 · 437 · 438 · 439 · 440 · 441 · 442 · 443 · 444 · 445 · 446 · 447 · 448 · 449 · 450 · 451 · 452 · 453 · 454 · 455 · 456 · 457 · 458 · 459 · 460 · 461 · 462 · 463 · 464 · 465 · 466 · 469 · 470 · 471 · 472 · 473 · 474 · 475 · 476 · 478 · 479 · 480 · 482 · 483 · 485 · 486 · 487 · 488 · 489 · 490 · 491 · 492 · 493 · 494 · 495 · 496 · 497 · 499 · >>>
Brugnummers 412, 426, 428, 467, 468, 477, 481, 484 en 498 zijn niet (meer) vergeven.